# Мишкін
Ми́шкін (рос. Мышкин) — місто (міське поселення) в Російській федерації, адміністративний центр Мишкінському районі Ярославської області. Розташований на лівому, високому березі Волги (Рибінського водосховища), навпроти впадання річки Юхоть; пристань.

## Історія

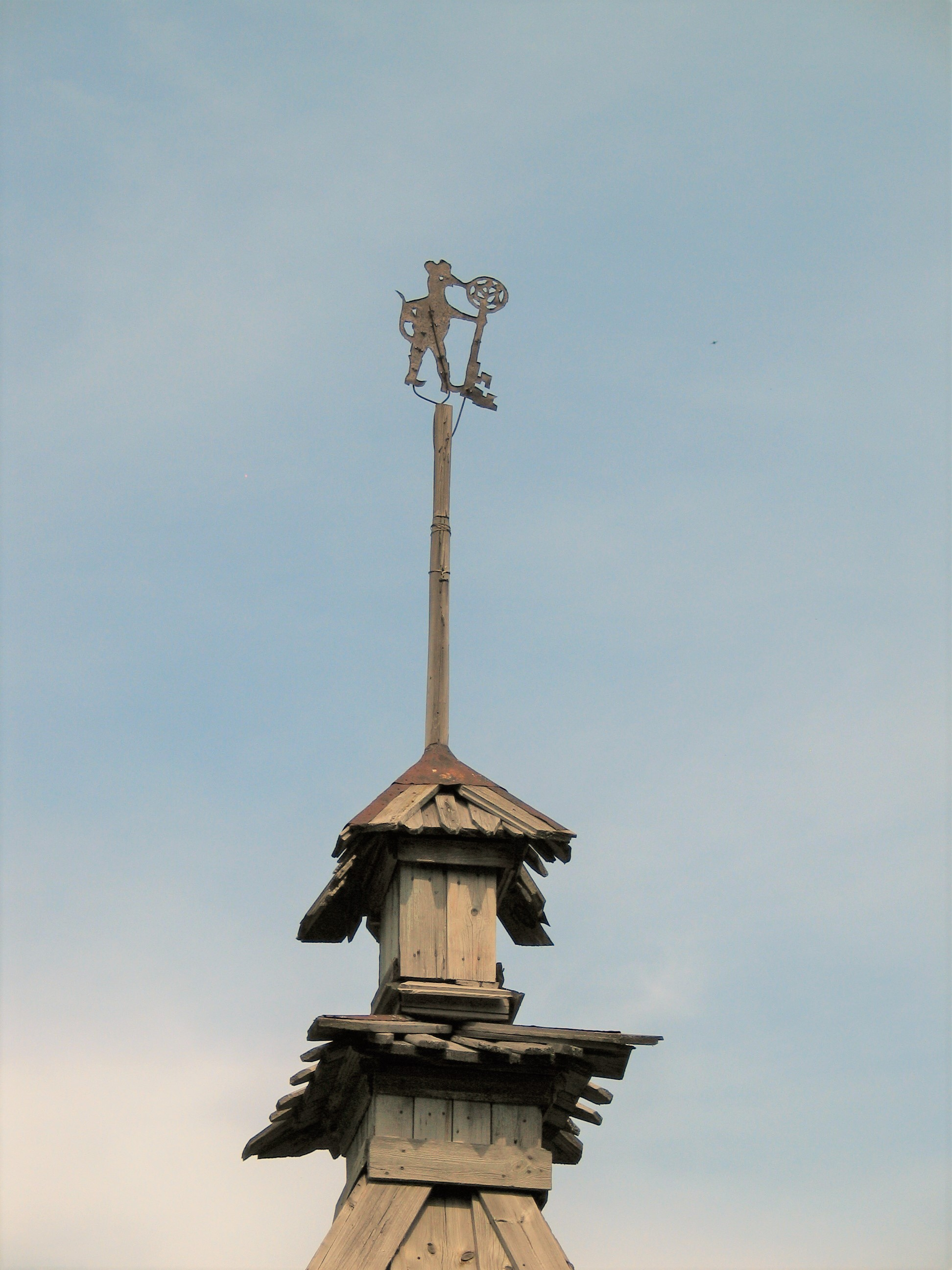
Миша — головний символ міста

Існує кілька версій походження назви. Є версія, по якій топонім отримав своє походження від прізвиська одного з перших поселенців. За іншою легендою, один князь (імовірно Федір Михайлович Мстиславський) приліг відпочити на березі Волги, прокинувся від того, що по його обличчю проповзла мишка. Спочатку він розсердився, але потім побачив, що мишка врятувала його від змії, яка підповзала до нього.
Статус міста Мишкін має з 1777 року.
У 1927 році місто було перетворене в село Мишкіно, з 1943 року — селище міського типу Мишкін. У 1988 році було повернуто ім'я «Мишкін», а в 1991 році — статус міста. Величезну роль в цьому зіграв мишкінський краєзнавець Володимир Гречухін, якого підтримали багато відомих людей, у тому числі — Дмитро Лихачов і Булат Окуджава.
З середини 1990-х років Мишкін стає великим туристичним центром. У місті створено комплекс музеїв (Мишкінський народний музей), що включає музей миші — символу міста. Побудовані готелі, здійснено реконструкцію історичних будівель. Мишкін відвідує до 140 тисяч туристів щорічно.
Мишкін можна побачити в мультсеріалі «Казковий патруль».

## Екологія
Позитивні екологічні фактори: Мишкін розташований на лівому, стрімкому березі (до 10 м) річки Волги, що забезпечує природне провітрювання і відсутність застійних зон повітря, поблизу лісових масивів — джерела оздоровлення повітряного басейну і поліпшення екологічної обстановки. На півночі міста розташований хвойний ліс, здатний формувати стійке екологічне середовище. У самому місті переважає приватний сектор, що забезпечує високий відсоток озеленення (сади) всередині поселення. Підприємства з шкідливими виробництвами відсутні.
Негативні екологічні фактори: застійні затоки в гирлах річок і струмків, що впадають у Волгу; автомобільна дорога Углич-Волга на заході міста, що характеризується місцевими викидами, хімічним забрудненням ґрунту і шумами; поромна переправа з рухом автотранспорту через територію міста; деревопереробка з наявністю відходів деревини; АЗС з викидами, нафтопродуктами, що забруднюють територію; компресорна станція КС-18 «Мишкінського лінійного управління магістральних газопроводів» ТОВ «Газпром трансгаз Ухта» на заході від поселення, частково забруднює повітряний басейн; птахофабрика на західному кордоні міста; опалювальна котельня в центральній частині поселення; хлорування питної води на станції водопідготовки; очисні споруди в північній частині міста зі скиданням очищених стоків у Волгу на території міста; зношеність та передаварійний стан інженерних комунікацій.

## Економіка

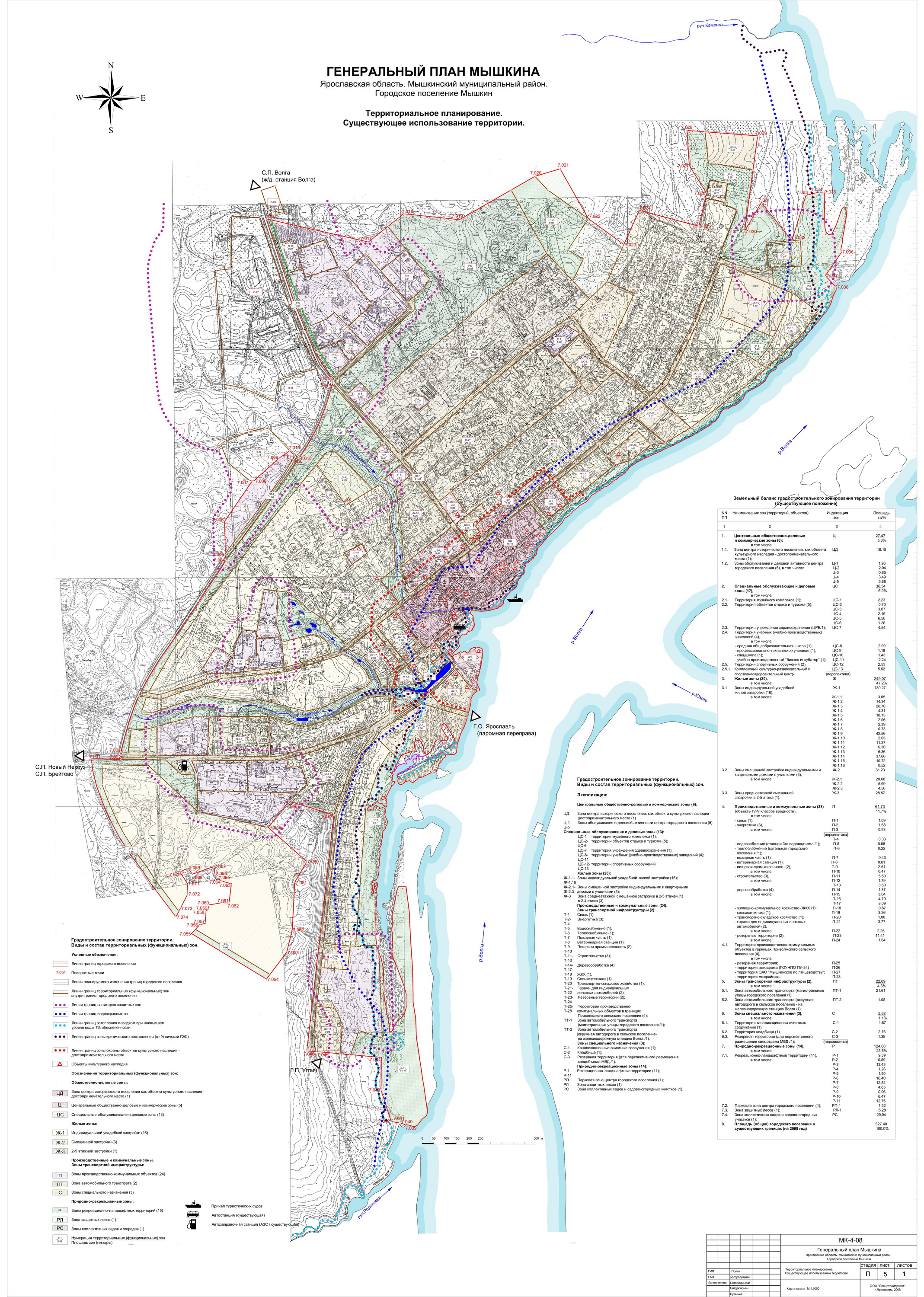
План міста

На території Мишкіна практично немає промисловості. Недалеко від міста знаходяться нафтоперекачувальна станція і 5 газокомпресорних цехів Мишкінського лінійно-виробничого управління магістральних газопроводів (газокомпресорна станція, що належить ПАТ «Газпром»), загальна чисельність працівників яких — близько 800 осіб.
У місті більше 50 торгових точок і кілька підприємств громадського харчування, а також валяно-катальне виробництво, що випускає валянки. На території Мишкінського району розводять овець. Основним напрямком у розвитку Мишкіна є туризм. Робота по залученню туристів і створення туристичної інфраструктури була розпочата в 1996 році з проведення міжнародного фестивалю «Миша-96» .

## Інженерна інфраструктура
Електропостачання здійснюється від підстанції «Мишкін» 35/10кВ. Станом на 2008 рік є 34 трансформаторні підстанції. Сумарна встановлена потужність трансформаторів — 9,37 МВА, середнє завантаження трансформаторів в години свого максимуму 80 %. Загальна протяжність міських розподільчих мереж 10 кВ становить 18,93 км. За конструктивним виконанням 0,73 км складають кабельні лінії і 18,2 км повітряні мережі. Розподільна мережа 0,4 кВ.
Телефонізація здійснюється існуючою АТС ємністю 1680 номерів; завантаження становить 99,9 %; стан мереж задовільний. Радіофікація здійснюється від радіовузла, обладнаного підсилювачами; 1300 точок; 3 основні програми; стан мереж незадовільний. Здійснюється прийом програм від ретранслятора «Волга» і є кабельне телебачення, що дозволяє приймати до 30 програм.
Джерелом водопостачання є водозабір з річки Волга вище за течією міста на 3,5 км в селі Коптюшка. 95 % населення забезпечено водою від міського водопроводу, завантаження обладнання — 95 %. Протяжність існуючих магістралей водопроводу — 5,2 км, загальна протяжність вуличних мереж — 26,5 км. Мережі водопроводу знаходяться в незадовільному стані. Ряд підприємств для власних потреб використовують воду артезіанських свердловин, розташованих на власній території. Житлова та громадська забудова приєднана до каналізаційної мережі загальною протяжністю 10 км. На мережі розташовані три каналізаційні насосні станції, четверта, технологічна, на території каналізаційних очисних споруд. Житлова одноповерхова забудова (приватний сектор) каналізована частково. Очищення стоків біологічне. Випуск очищених стоків на північ від поселення у Волгу нижче за течією, на 6 км від водозабірних споруд поселення. Очисні споруди перевантажені. Дощова каналізація відсутня. Частково організований стік дощових і талих вод по кюветах.
Газопостачання здійснюється природним газом по двоступеневій схемі: високого і низького тиску. На території поселення встановлені 13 газорозподільних пунктів.
Теплопостачання житлового сектора і громадських будівель забезпечується існуючою котельнею потужністю 12 Гкал/год. Паливо — природний газ. Протяжність магістральних теплових мереж — 21,5 км. Стан мереж задовільний. Деякі об'єкти забезпечуються теплом від власних котелень (паливо — природний газ) загальною потужністю 8,6 Гкал/год.

## Торгівля
- «Магніт»
- «Діксі»
- «П'ятірочка»

## Транспорт
Через Волгу ходить пором; час шляху з правого до лівого берега становить близько 10 хвилин. По правому березі Волги проходить міжрегіональна траса Р104 Сергієв Посад-Калязін-Углич-Мишкін-Рибінськ-Пошехоньє-Череповець. Від цієї траси після моста через Юхоть відходить дорога на Ярославль через Нове і Велике села. По лівому березі Волги через Мишкін проходить автодорога Углич-селище Волга.
Найближча залізнична станція знаходиться в 21 км від міста в селищі Волга на лінії Рибінськ-Сонково. Пристань на Волзі.
У місті існує єдиний міський автобусний маршрут, що прямує за маршрутом: Углицька вул., 34-Лісова вул.-Поромна переправа-вул. Леніна, 8 (торговий центр)-Углицька вул., 9 (автостанція)-Микольська вул., 14-вул. Карла Лібкнехта, 40-вул. Карла Лібкнехта, 93 (стадіон)-Лікарня-вул. Газовиків, 26 (Дитячий садок «Росинка»)-вул. Газовиків, 1 (магазин «Меблі»)-Успенська вул., 6 (пошта)-вул. Карла Лібкнехта, 33 (ресторан «Мишоловка»)-Углицька вул., 16-Лісова вул., 56-Углицька вул., 47.

## Об'єкти культурної спадщини
Об'єкти культурної спадщини федерального значення:
- Присутні місця; кінець XIX ст.
- Будинок Серебрякова; кінець XIX ст.
- Садиба П. Є. Чистова; 1830—1850 рр.
- Садиба Т. В. Чистова; 1830—1850 рр.
- Селище (пам'ятка археології); X—XII ст.

Об'єкти культурної спадщини регіонального значення:
- Храмовий комплекс Миколаївського собору; 1766—1837 рр.
- Земська повітова управа; 1840—1860 рр.
- Собор Успіння Богородиці; 1805—1820 рр.
- Будинок Литвинова; 1850-і рр.
- Будинок Пожалова; 1850-і рр.

## Музеї
У Мишкіні працює некомерційна установа «Мишкінський народний музей», що об'єднує п'ять музеїв. У їх числі — єдиний в світі Музей миші, у якому зібрані різноманітні зображення мишей: іграшки, посуд, скульптура та ін. У серпні 2008 року в місті вдруге пройшов міжнародний фестиваль «Миша-2008», у ході якого відкритий палац миші.
Крім «Народного музею», у місті є Музей льону та Музей валянка. Є також Музей Міколи (Куров-центр). Також працює школа вжиткового мистецтва, при ній гончарна майстерня. Тут можна самим виготовити будь-який гончарний виріб і його розписати.
У 1998 році заснована АНО «Центр ремесел „Мишгород“» з метою збереження і розвитку народних промислів і ремесел, традицій народної національної культури і середовища проживання, естетичного виховання підростаючого покоління. При АНО «Центр ремесел „Мишгород“» силами ентузіастів під керівництвом Василя Тьоркіна створені два об'єкти:
- «Музей Живих ремесел»
- «Місто майстрів»

## Галерея

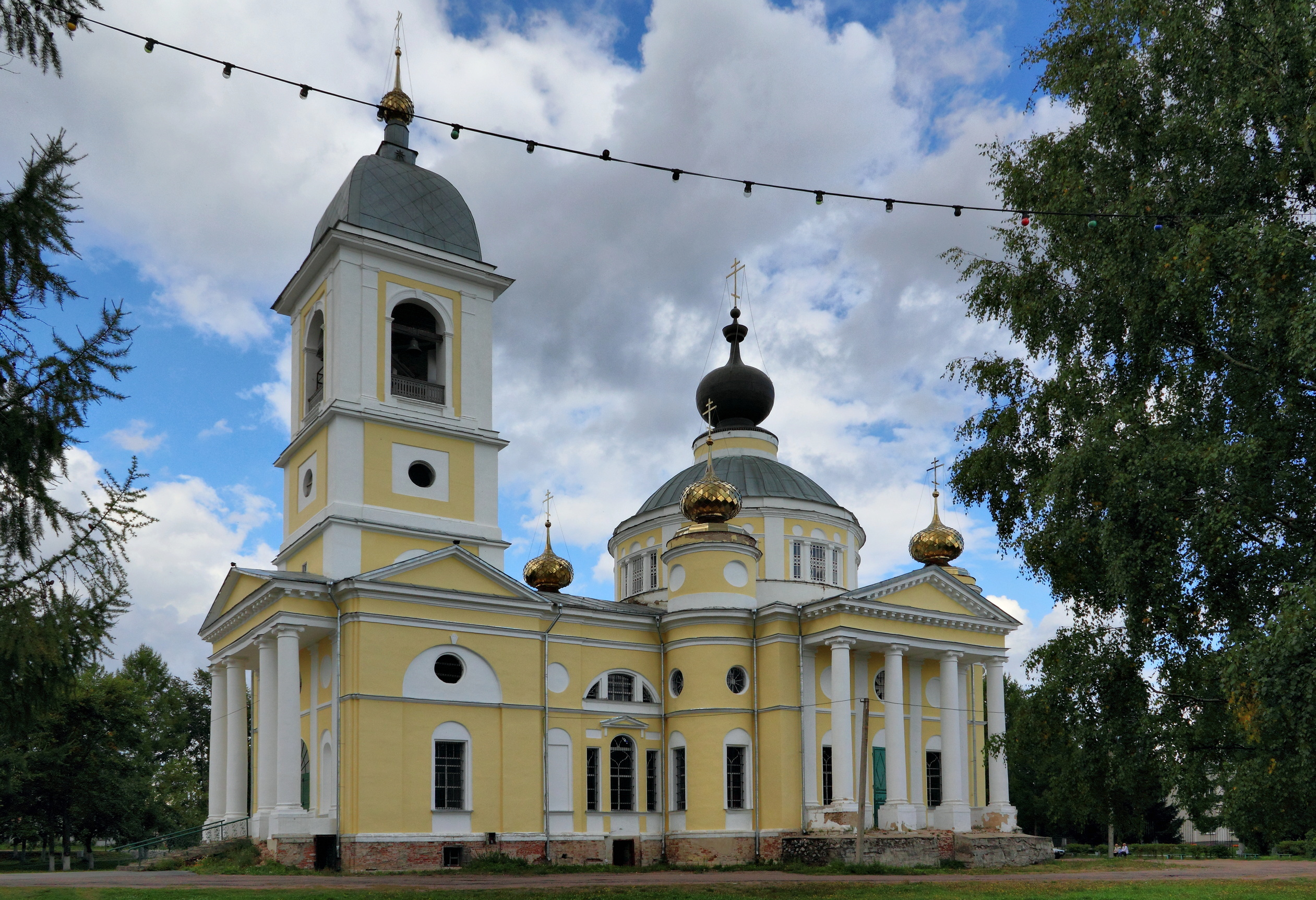
Успенський собор
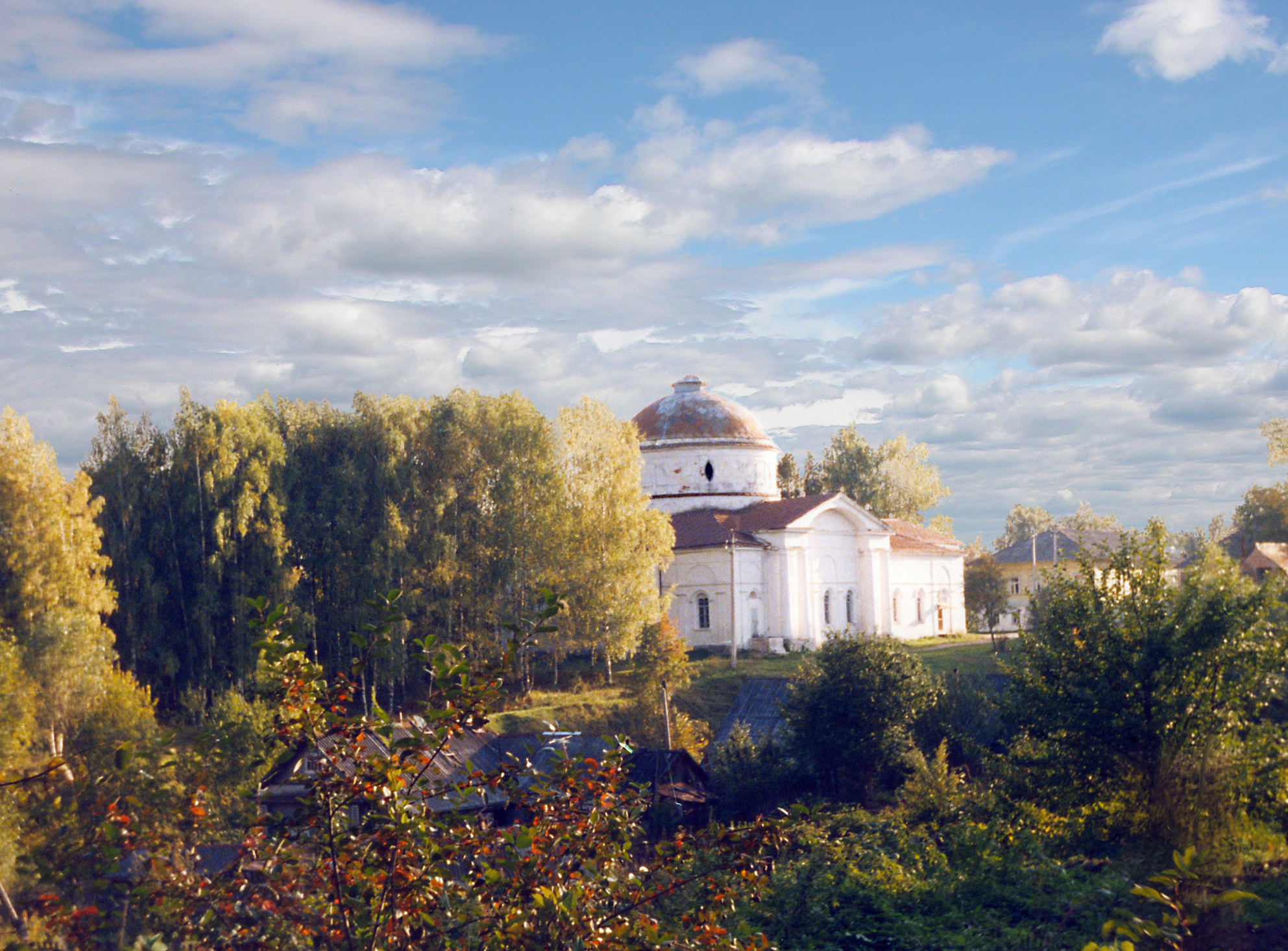
Миколаївський собор та Куров-центр (праворуч). Фото 1998 р.
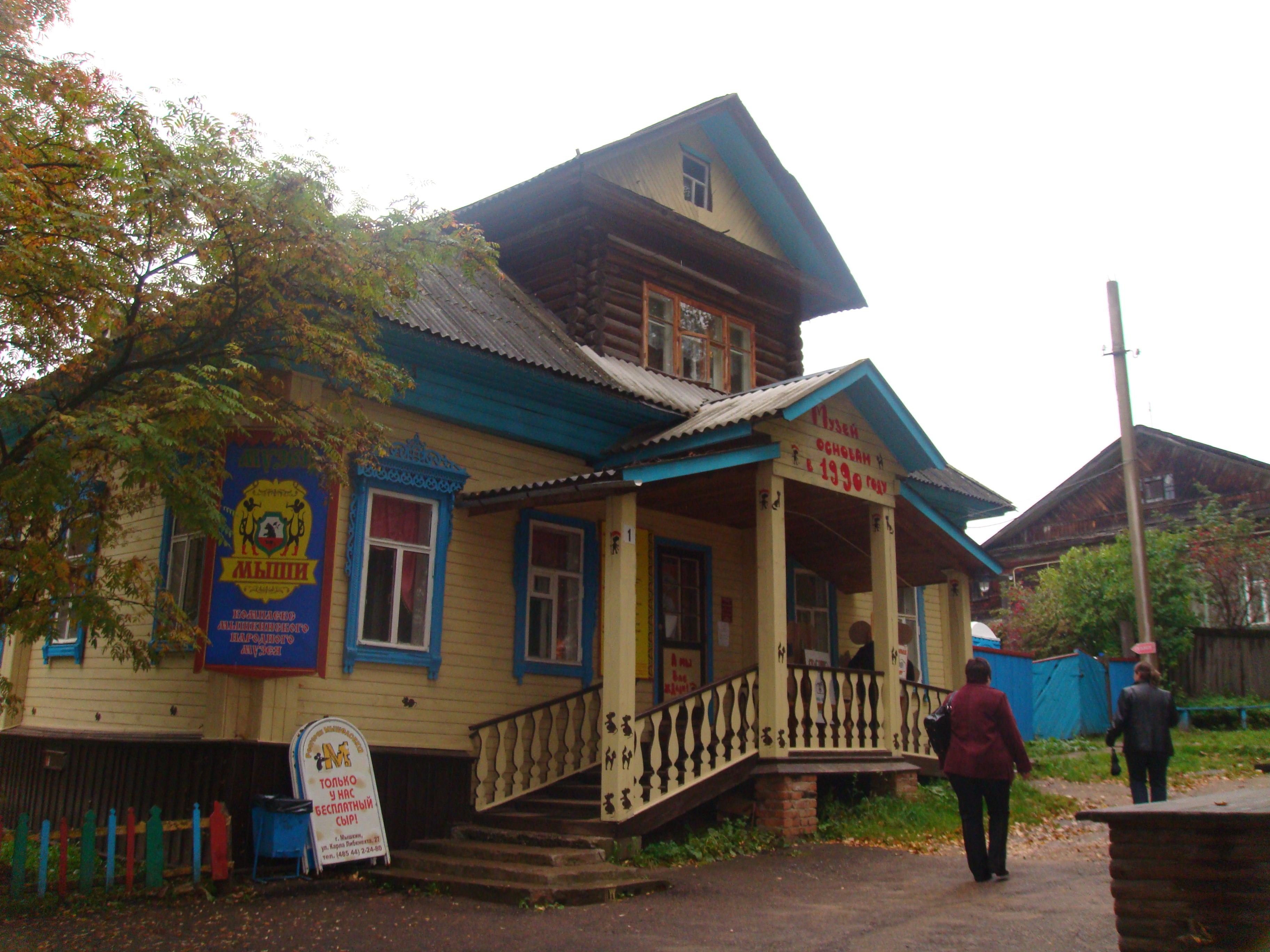
Музей миші
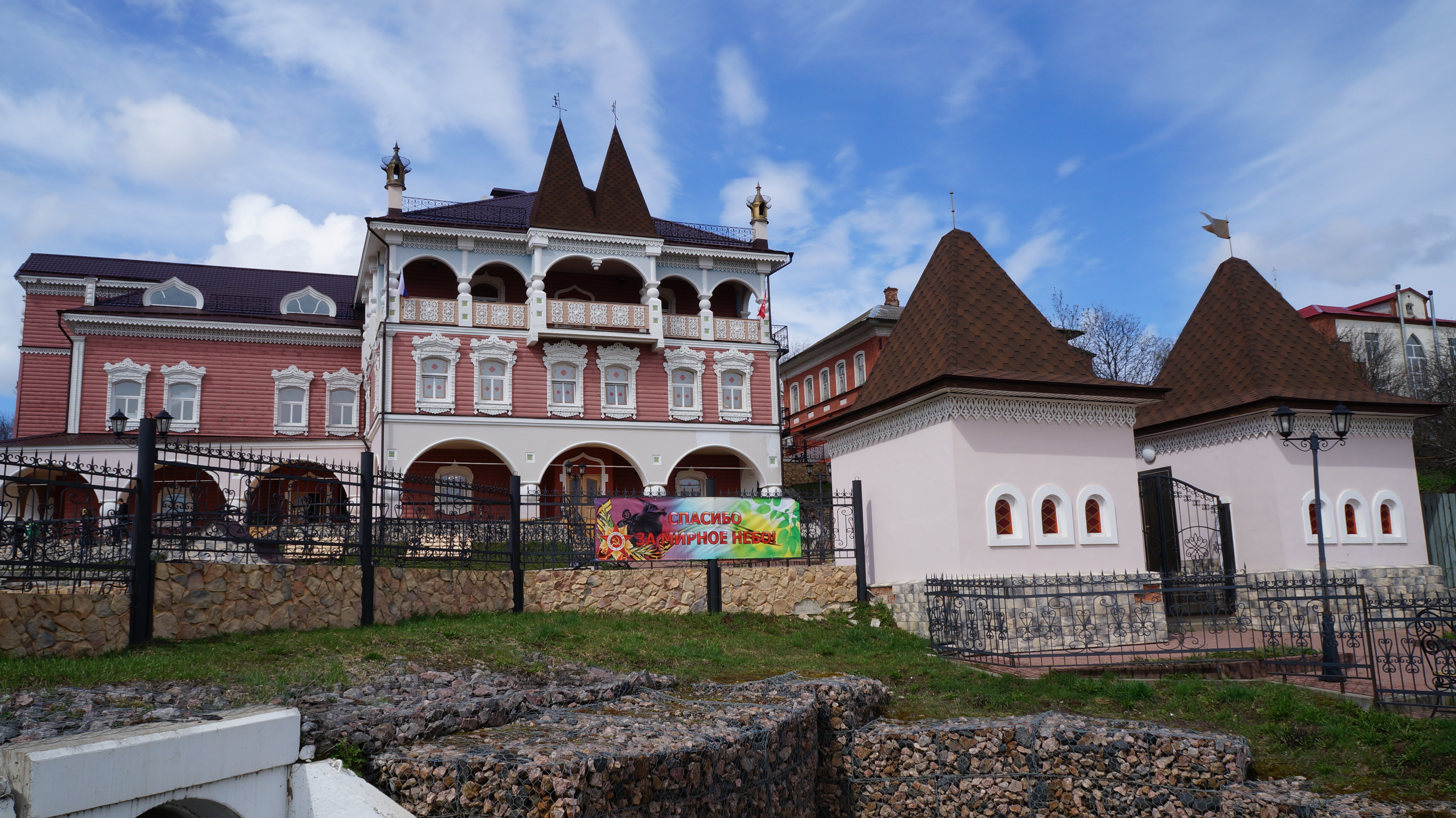
Палац миші
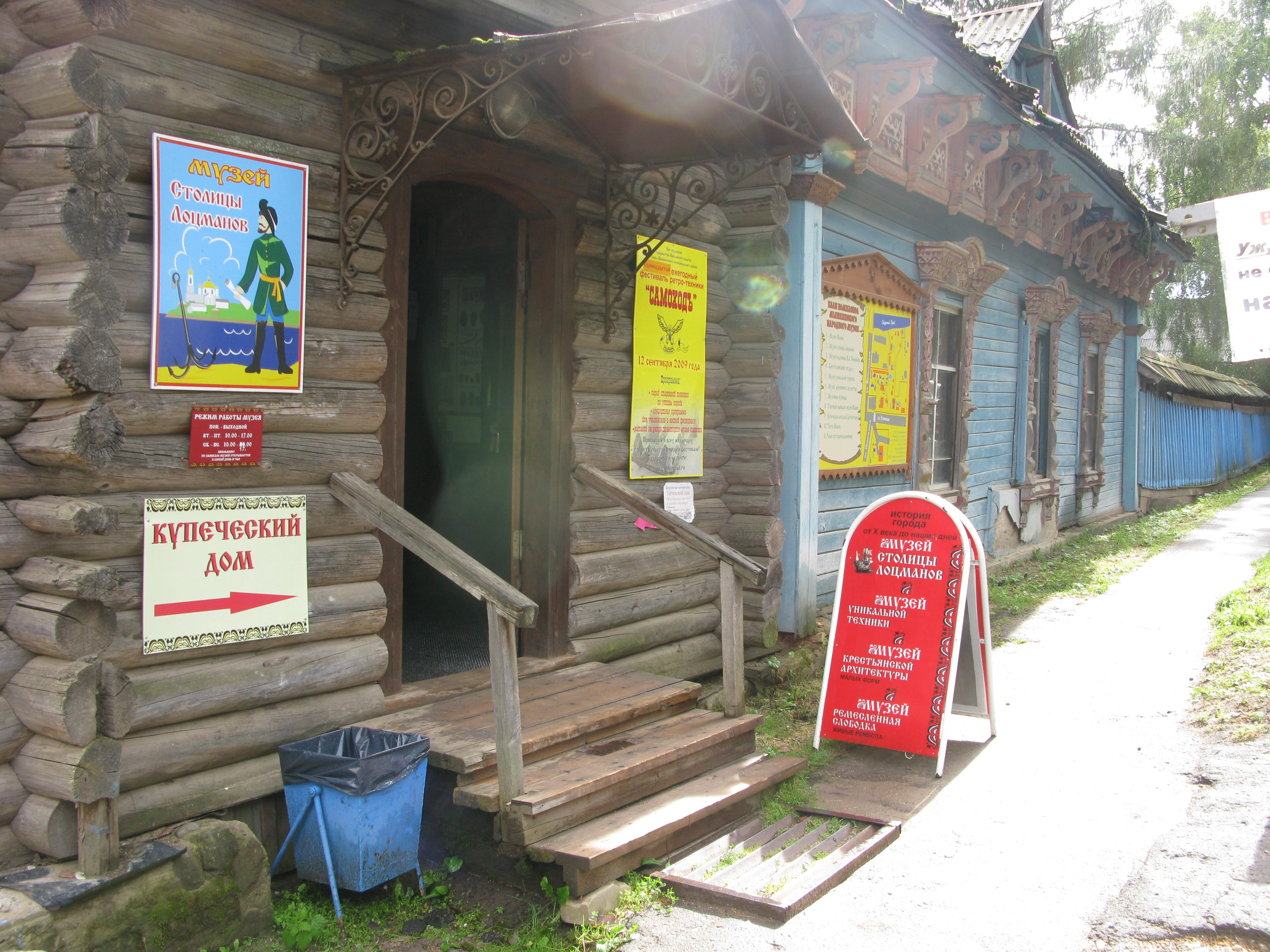
Музей столиці лоцманів
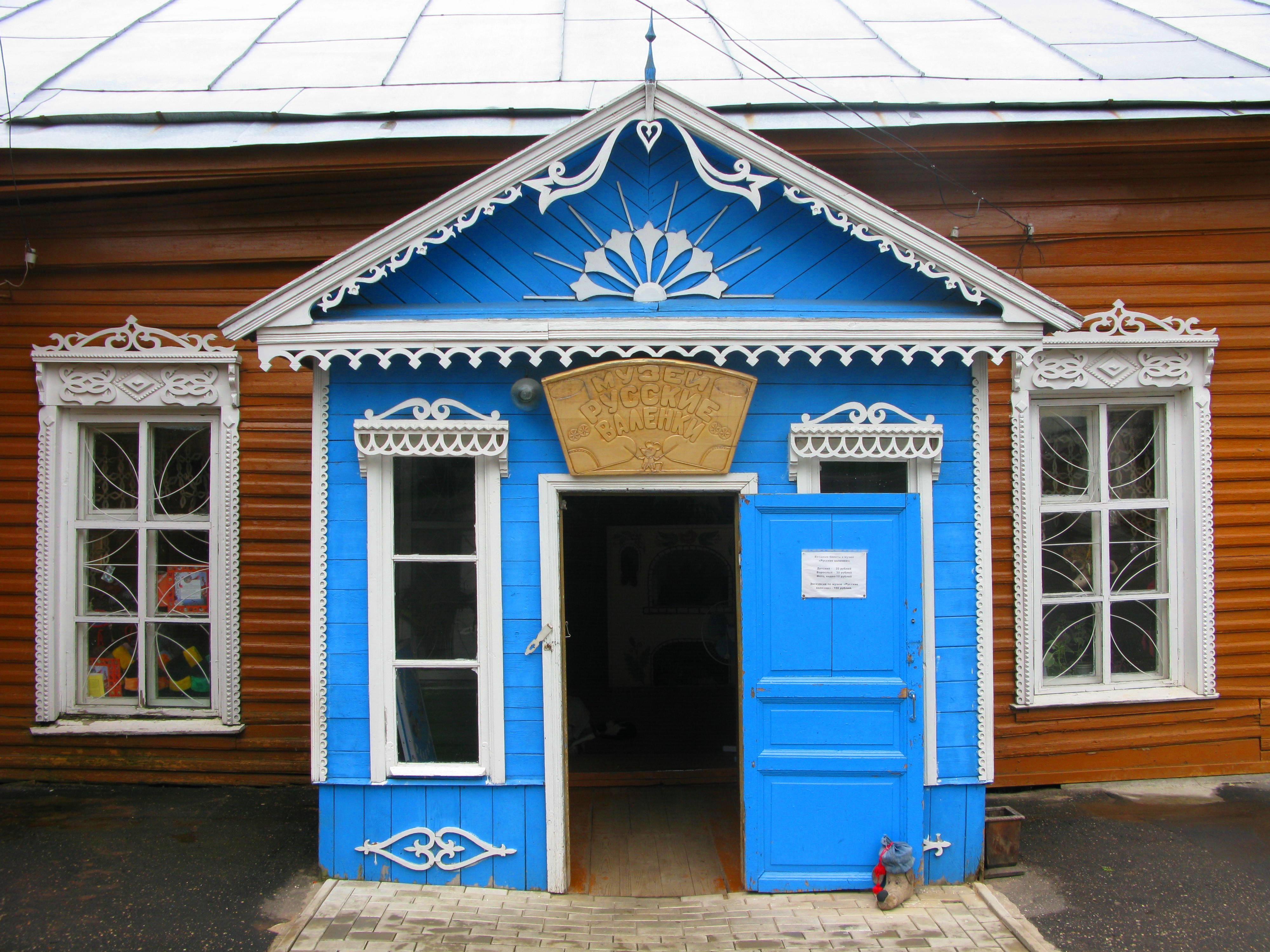
Музей валянка
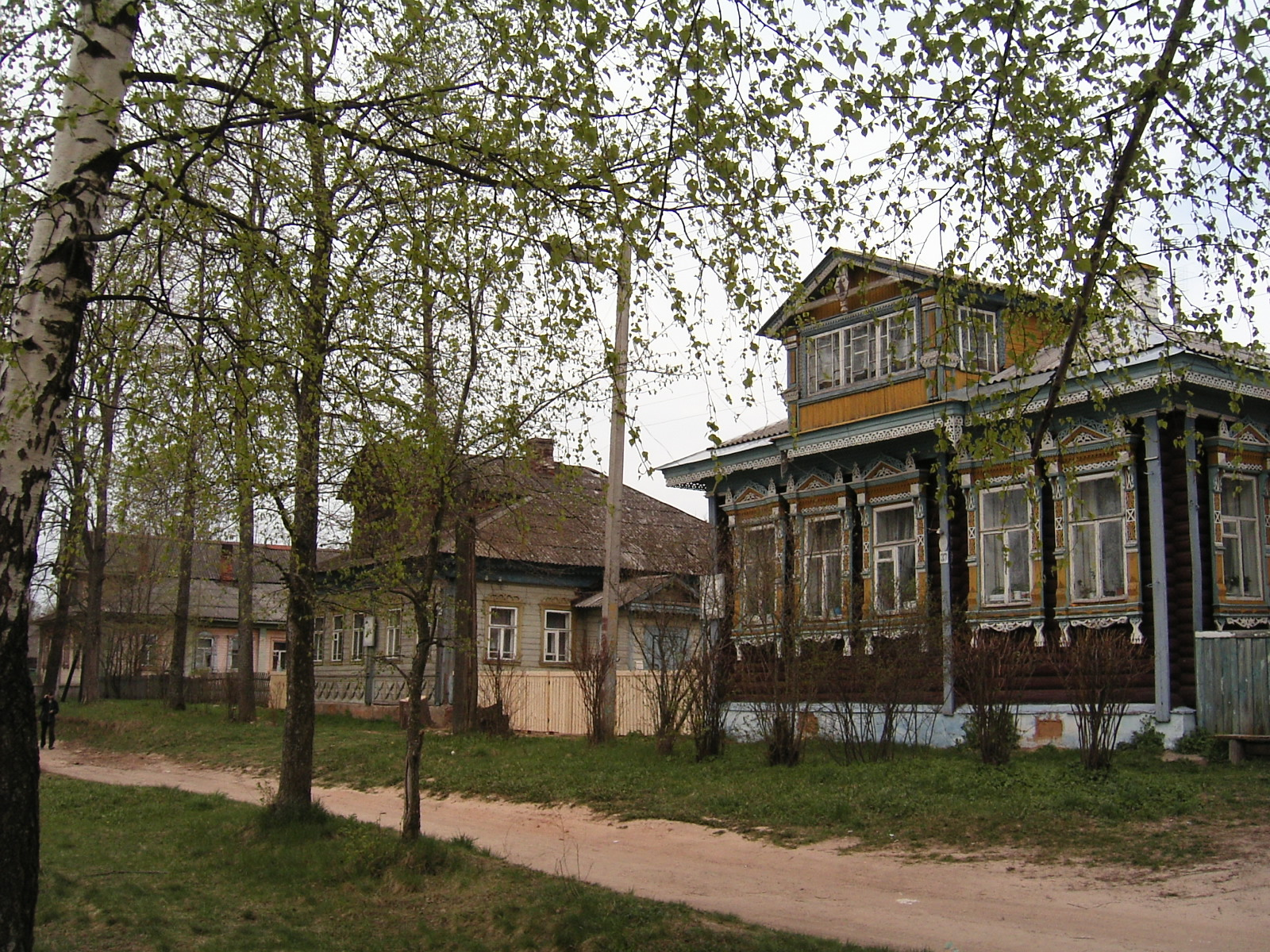
Дерев'яна забудова
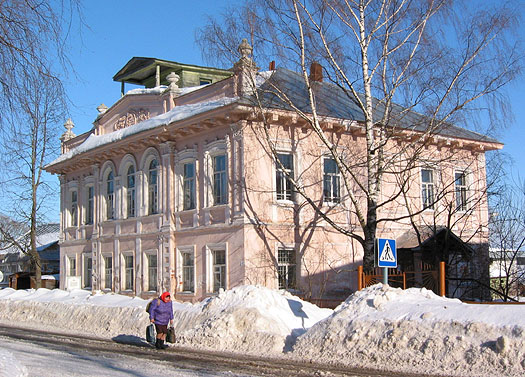
Тютчевський будинок, нині Академія краєзнавства
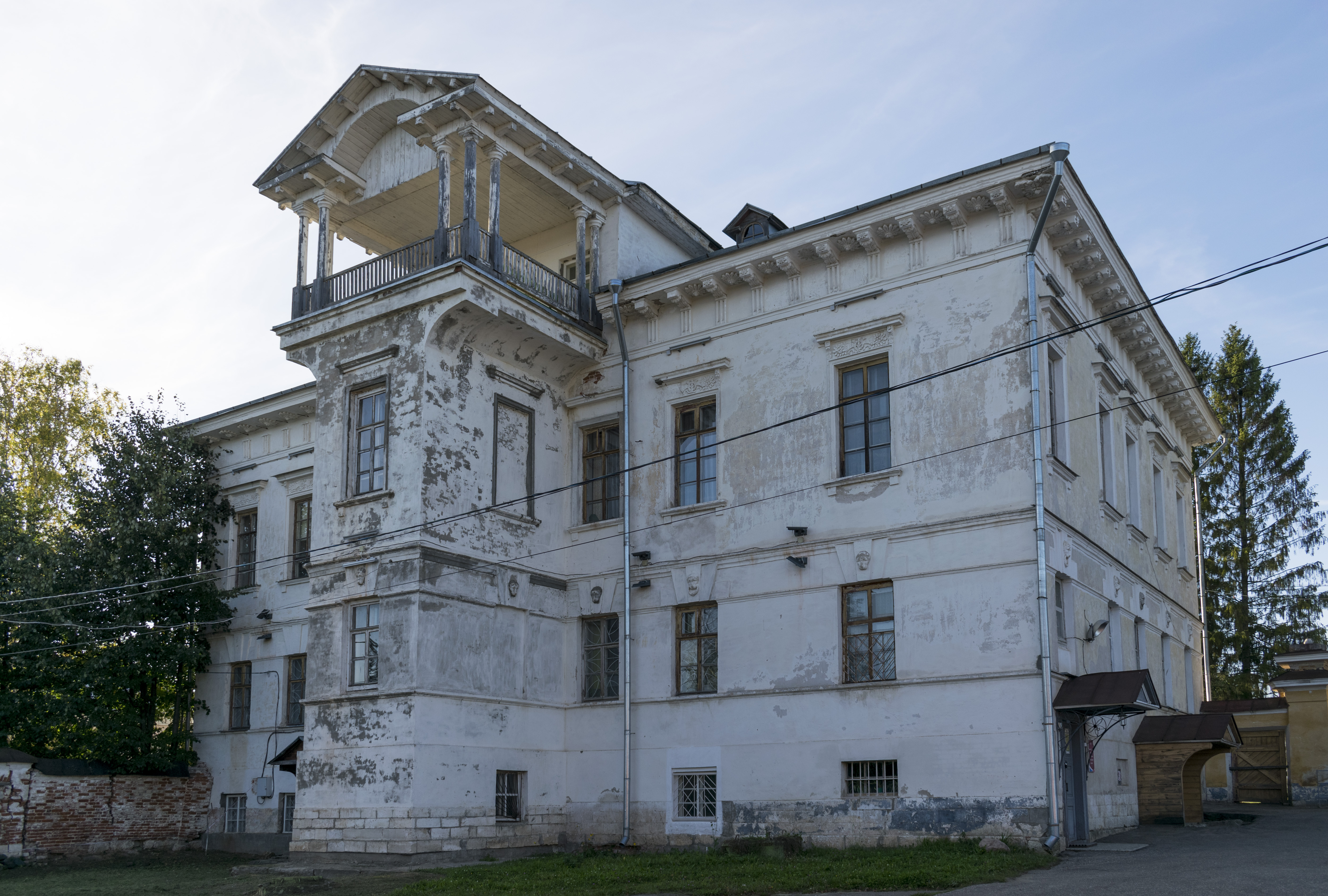
Садиба Чистова
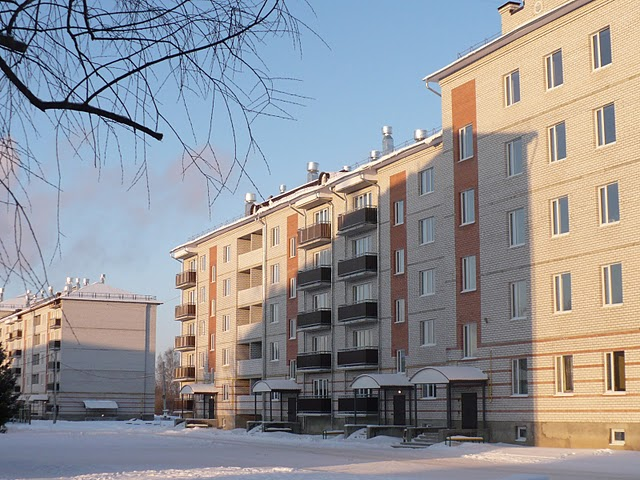
Сучасна забудова

## У масовій культурі
- У Мишкіні відбуваються дії мультсеріалу «Казковий патруль», хоча мультяшний Мишкін не має нічого спільного з реальним прототипом.
- Події фільму «Рідна кров» 1963 р. відбувалися в Мишкіні.